# U-Bahn-Station Enkplatz
Enkplatz is een metrostation in het district Simmering van de Oostenrijkse hoofdstad Wenen. Het station werd geopend op 2 december 2000 en wordt bediend door lijn U3. Het station is genoemd naar het gelijknamige plein dat op zijn beurt in 1894 genoemd werd naar de schrijver Michael Leopold Enk von der Burg.

## Geschiedenis
Op 26 januari 1968 werd besloten om een metronet aan te leggen met drie lijnen. De nadere uitwerking van het metronet, de U-Bahn-Netzvariante M uit 1970, omvatte een veel groter net met verlengingen die pas later zouden worden toegevoegd. Dit voorgestelde net kende lijnen met vertakkingen in de buitenwijken waaronder de zuidelijke verlenging van de U2 onder de Simmeringer Hauptstraße met een station bij de Enkplatz. Het concept met vertakte lijnen werd echter in de jaren 80 van de 20e eeuw is losgelaten, nadat in september 1981 de eerste dienst met vertakking (U2/U4) tot ernstige verstoringen had geleid. Voor de verdere verlenging van de U3 naar het zuiden werd het tracé, dat voor de U2 voorzien was, onder de Simmeringer Hauptstraße gekozen dat via een tunnel onder de voormalige gasfabriek bij Erdberg aan de U3 gekoppeld werd, zodoende kwam Enkplatz aan de U3 en niet aan de U2.

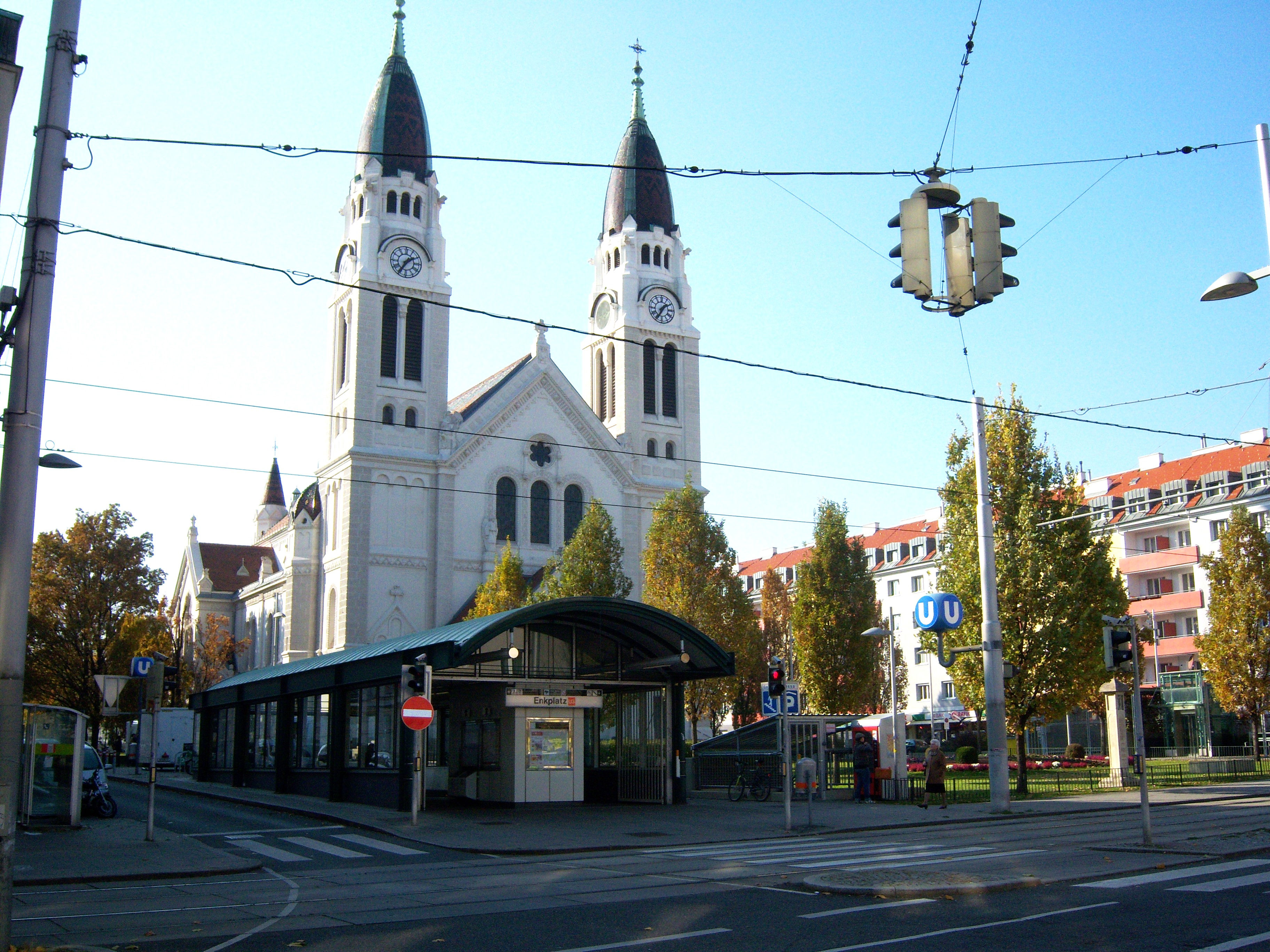
De noordelijke toegang.
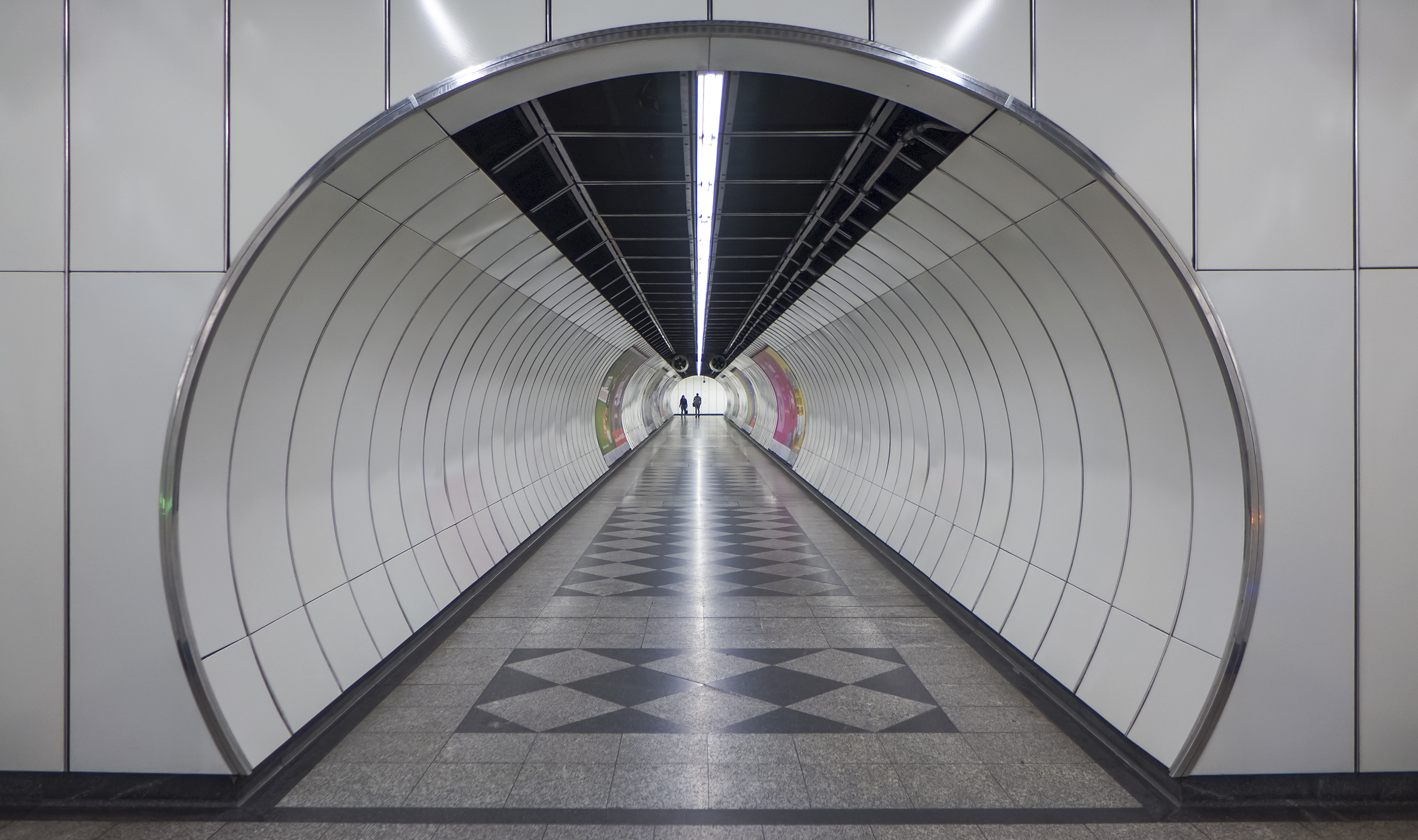
De reizigerstunnel.

## Ligging en inrichting
De perrons liggen op 17 meter diepte onder de huizenblokken rond de Gottschalkgasse ten zuiden van de Simmeringer Hauptstraße tussen de Grillgasse en de Enkplatz. De twee perrons, elk in een eigen perrontunnel, zijn bij de uiteinden onderling verbonden met een dwarsgang.
De noordelijke toegang ligt op de Enkplatz naast de parochiekerk Neusimmering en is via roltrappen en een reizigerstunnel verbonden met de noordelijke dwarsgang.
De middelste toegang ligt in de Gottschalkgasse recht boven de noordelijke dwarsgang en is voorzien van een lift en een trap in een schacht. In 2000 is het plafond van de schacht opgesierd met Belle Etage een aangelichte kleurenfoto van 7 x 4,5 meter van de hand van de kunstenaressen Ilse Haider en Mona Hahn. De foto laat bewoners van een Simmeringer sociale woningbouwcomplex zien die vanaf hun balkons naar de metroreizigers beneden kijken. De reizigers kunnen, aldus de kunstenaressen, ook bij slecht weer genieten van een blauwe hemel. Volgens een onderzoek onder de reizigers had slechts een derde ooit naar boven gekeken en de foto gezien.
De zuidelijke toegang aan de Simmeringer Hauptstraße is met een trappenhuis, lift en roltrapgroep verbonden met de zuidelijke dwarsgang. Deze vrij brede dwarsgang is sinds 2000 boven de doorgang naar het perron richting Simmering opgesierd met het kunstwerk Spiegelbild van de hand van Erich Steininger. De wandversiering bestaat uit 9 panelen met abstracte zwart-wit afbeeldingen afgewisseld door 8 spiegels. De sjablonen werden als houtsnijwerk gemaakt en daarna op de wand overgebracht. Onder de juiste hoek zijn de reizigers zichtbaar in de spiegels.

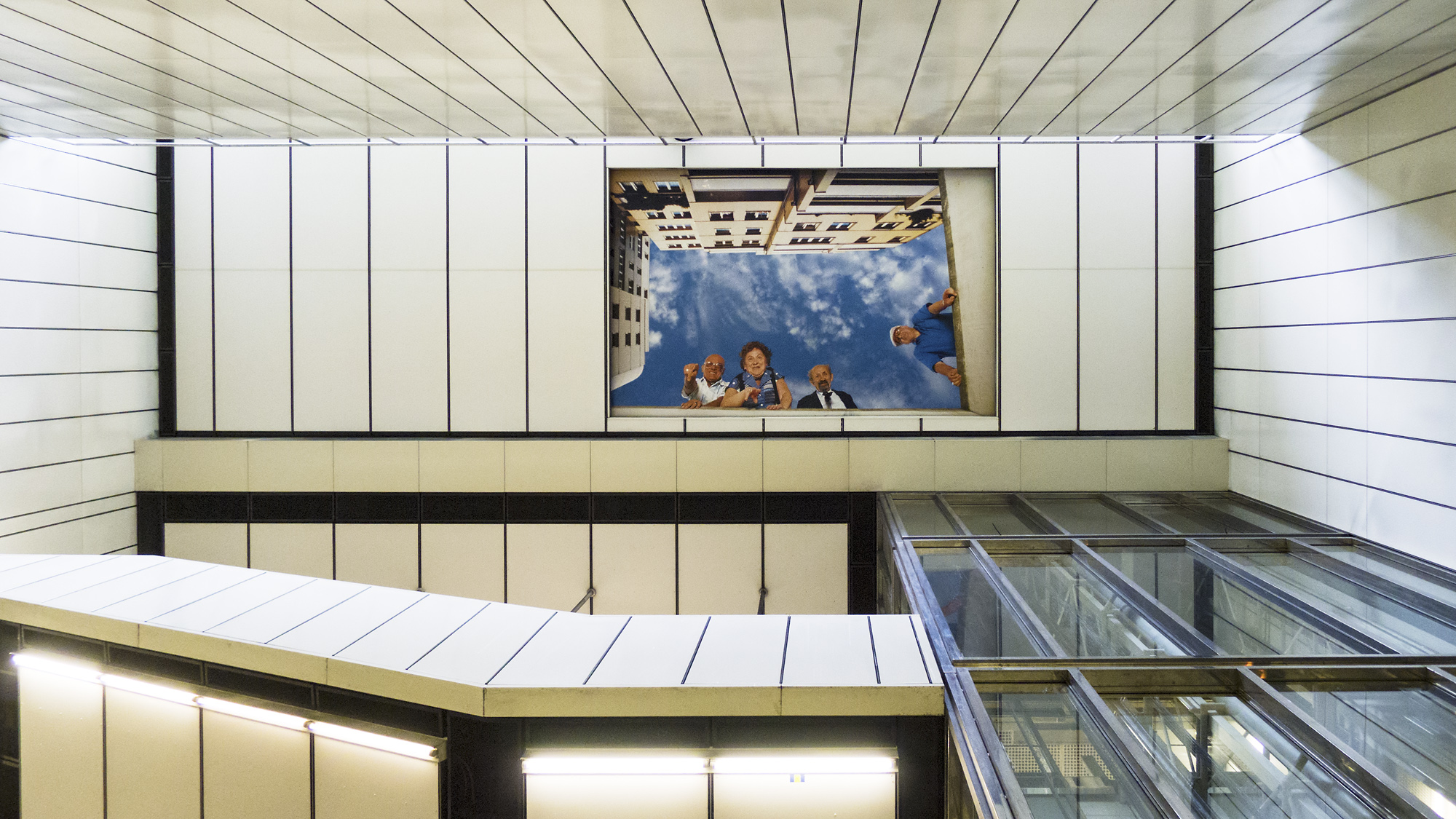
De schacht met de Belle etage.
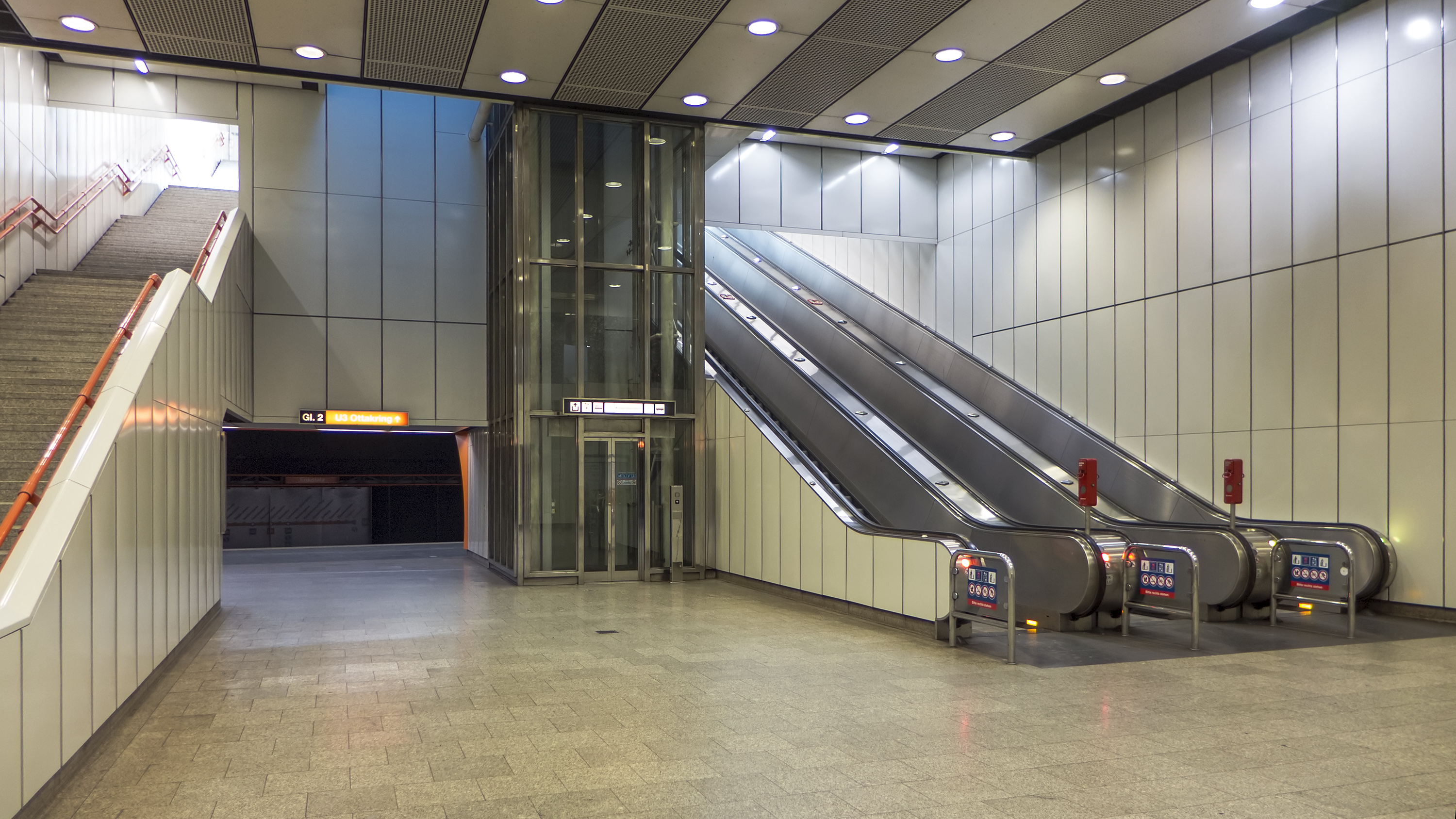
De zuidelijke dwarsgang.
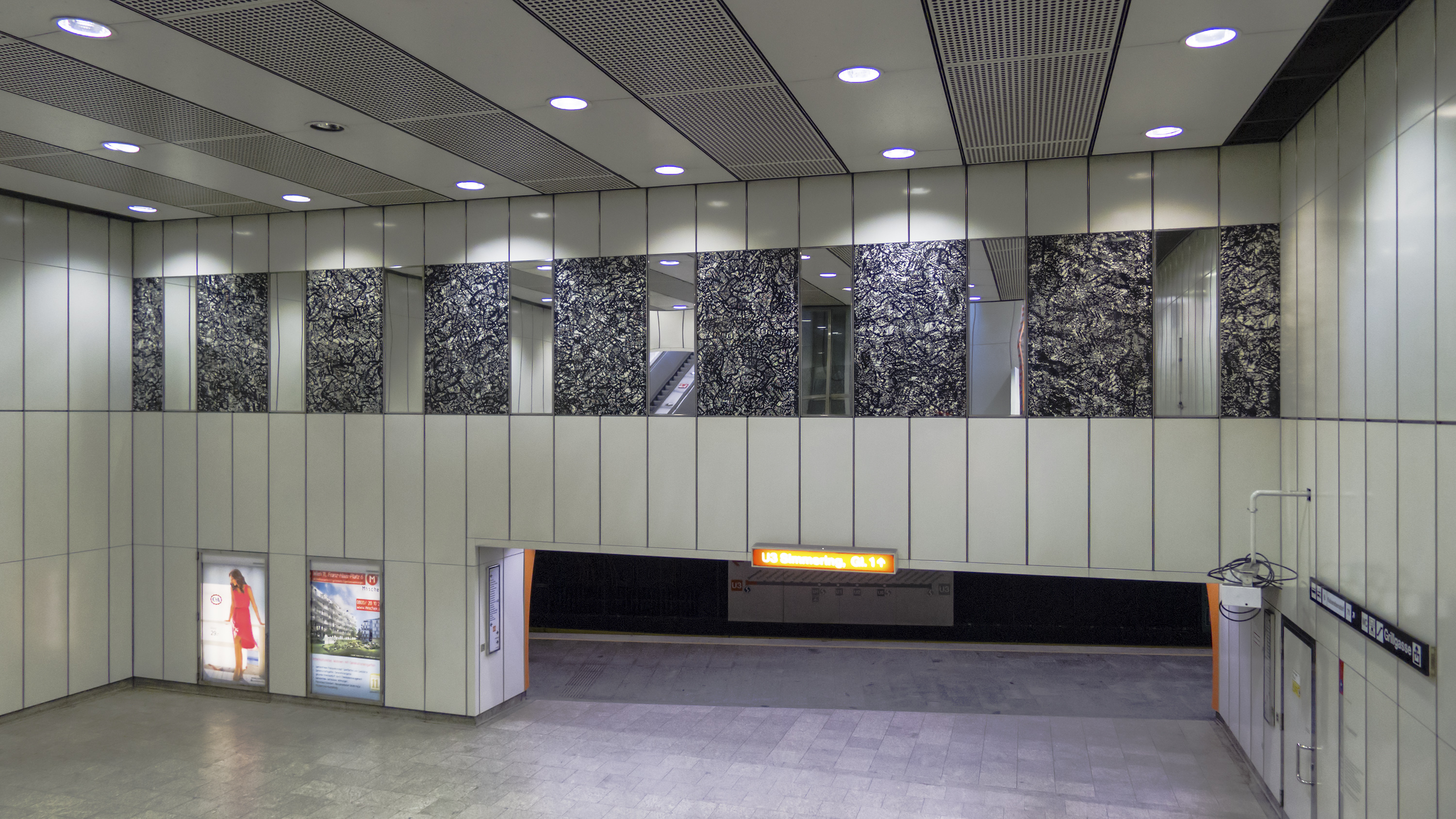
Spiegelbild.